# فلاگ سنتر (ایلینوی)
فلاگ سنتر (به انگلیسی: Flagg Center) یک منطقهٔ مسکونی در ایالات متحده آمریکا است که در ایلینوی واقع شده‌است.